# Ma'ufanga
Ma'ufanga  es una localidad del distrito de Kolomotu'a, en Tonga. Tiene una población de 6.987 habitantes en 2021.